# Świętych Aniołów Stróżów
Świętych Aniołów Stróżów – święto Aniołów Stróżów,  obchodzone w Kościele katolickim 2 października, mające rangę wspomnienia obowiązkowego.
Aniołom oddawano cześć już w liturgii starochrześcijańskiej, czego przejawem jest modlitwa do Anioła Stróża:

Aniele Boży, Stróżu mój,
Ty zawsze przy mnie stój.
Rano, w wieczór, w dzień i w nocy
Bądź mi zawsze ku pomocy.
Strzeż duszy i ciała mego
I doprowadź mnie do żywota wiecznego.
Amen.

Osobne święto pojawiło się w XV w. na Półwyspie Iberyjskim, głównie na terenie dzisiejszej Hiszpanii oraz we Francji.
W 1608 papież Paweł V pozwolił obchodzić je w pierwszy dzień zwykły po św. Michale, którego święto przypada od 493 roku na 29 września. Święto Świętych Aniołów Stróżów dla całego Kościoła katolickiego wprowadził na stałe do kalendarza liturgicznego papież Klemens X w 1670 roku.